# Carmen Barrantes
Carmen Barrantes Labayru (Jaén, 9 de diciembre de 1977) es una cantante y actriz española de cine y teatro.

## Biografía
Barrantes nació en Jaén, aunque con ocho meses se trasladó junto a toda su familia a Huesca. Desde muy pequeña subía al escenario del oscense colegio Santa Ana para cantar. En la adolescencia, se apuntó al grupo de teatro del instituto Ramón y Cajal, y con 14 años comenzó a militar en la compañía Galadriel, de la mano de Damián Torrijos y Teresa Moreno. Cuando acabó el instituto en Huesca se trasladó a Zaragoza y cursó la diplomatura de Magisterio en la especialidad de Educación Musical mientras estudiaba Arte Dramático en la Escuela Municipal de Teatro. Una vez terminados estos estudios, prosiguió su formación teatral en Madrid con maestros como Ángel Gutiérrez y Gabriel Chamé. 
Para continuar con su formación interpretativa, solicitó una beca al ya desaparecido Centro Dramático de Aragón, con la que consiguió estudiar en Buenos Aires, donde recibió clases con maestros como Norman Taylor, Paola Rizza y Ciro Zorzoli. A principios de 2010 se inscribió en la escuela Mimoteatro de Buenos Aires, recibiendo clases del dúo Roberto Escobar e Igón Lerchundi. Posteriormente, formó parte del Taller de dramaturgia impartido por Andrés Lima y del Taller de cinematografía impartido por Carmelo Gómez e Imanol Uribe. Cursó entrenamiento regular con Fernando Piernas y Claudio Tolcachir. 
Musicalmente se formó en el Conservatorio Profesional de Música de Huesca, en la especialidad de violonchelo, siendo componente de la primera formación de la Orquesta de Cámara de Huesca y del coro Ars Musicae (Soprano). Recibió clases de canto de la mano de Inés Rivadeneira y obtuvo el primer grado en técnica vocal Voice Craft impartido por Paul Farrington y Helen Rowson. 

## Trayectoria
Es protagonista y coautora de Cabaré de caricia y puntapié, musical ganador del Premio Max en 2010 como Mejor espectáculo musical. Ese año creó su propia compañía junto a Jorge Usón, Laura Gómez-Lacueva y Hernán Romero: Nueve de Nueve Teatro, con la que produce y protagoniza espectáculos como Al Dente, de Alberto Castrillo-Ferrer, y La Extinta Poética, de Eusebio Calonge, dirigida por Paco de la Zaranda, que prorrogó temporada en el Teatro Español de Madrid y realizó una amplia gira internacional en países como Estados Unidos, Uruguay, Colombia y Argentina.
En octubre de 2018 estrenó en el Teatro Principal de Zaragoza Con lo bien que estábamos (Ferretería Esteban), con texto y dirección de José Troncoso, obra elegida para la reapertura del Teatro Español de Madrid, en su sala principal, tras el confinamiento derivado de la pandemia de COVID-19, en septiembre de 2020, y que fue galardonada con dos Premios Max 2021 a la Mejor composición musical y a la Mejor labor de producción.
También ha actuado en espectáculos como: Twist, una producción del Teatro Circo Price de Madrid, creada y dirigida por Marta Pazos; Company (Premio Max Mejor espectáculo musical en 2022), bajo la dirección de Antonio Banderas; Los mojigatos, dirigida por Magüi Mira; Las dos en punto, dirigido por Natalia Menendez; Antoine, de Ignasi Vidal (Premio Max Mejor espectáculo revelación en 2021); Bajo Terapia, dirigido por Daniel Veronese; Como gustéis, de William Shakespeare, en dirección de Marco Carniti; Lo que vio el mayordomo, de Joe Orton, y El apagón, de Peter Shaffer, ambos dirigidos por Yllana.
En su faceta como actriz de cine, recibió el premio Actriz revelación 2007 en el Festival de cortometrajes de Aguilar de Campoo, por su papel en el cortometraje El Iglú, de Carlos Val Naval, protagonizando posteriormente, junto a Jorge Usón, el corto Las cenizas del concejal homófobo, de Elena Bardavío Ara. Bajo la dirección de Gaizka Urresti ha protagonizado los cortos Abstenerse agencias, galardonado con el Premio Goya 2014 a mejor cortometraje de ficción, El trastero y Acogida, así como el largometraje Bendita Calamidad. Apareció en el largometraje Que se mueran los feos, de Nacho G. Velilla, con una figuración especial, y en el corto Los aromas de Irene, dirigido por Víctor Forniés. Entre sus papeles más reconocidos, el del corto Cardelinas, de Tomás Generelo, donde encarnaba los últimos días de Concha Monrás.
En televisión ha participado en series como Amar es Para Siempre, Fugitiva, Matadero, Señoras del (h)AMPA, Los favoritos de Midas, Pioneras y Machos alfa, 

## Premios y reconocimientos
Premios Simón
| Año  | Categoría            | Película                   | Resultado |
| ---- | -------------------- | -------------------------- | --------- |
| 2013 | Mejor interpretación | Ventajas de viajar en tren | Nominada  |
| 2019 | Mejor actriz         | Cardelinas                 | Ganadora  |
| 2022 | Mejor actriz         | Solo un ensayo             | Nominada  |

Otros premios
- Premio Actriz revelación 2007 en el Festival de cortometrajes de Aguilar de Campoo por El Iglú.
- Premio Max 2010 al Mejor espectáculo musical por Cabaré de Caricia y Puntapié.[25]
- Premio Mejor Actriz en la X Muestra de cortometrajes aragoneses de Delicias por Abstenerse Agencias.[26]
- Premio Rosa del desierto 2021 como mejor actriz en el XIII Certamen de Cortometrajes de Bujaraloz por Cardelinas.[27][28]
- Premio Max 2021 a la Mejor labor de producción por Con lo bien que estábamos (Ferretería Esteban).[29]